# WORKING!!迷糊餐廳角色列表
本列表介紹日本漫畫《WORKING!!迷糊餐廳》及其改編作品的登場角色。

## 犬组

### 主要人物
小鳥遊宗太（Takanashi Souta）　配音員：日：鈴村健一（廣播劇）、福山潤（動畫）、喜多村英梨（童年）／港：李致林、黃鳳英→葉曉欣（童年）
負責瓦古娜利亞外場。16歲的高一生。於漫畫第一話登場，身高172cm，是本作中唯一有公佈身高的人。
登場人物中最具有常識，但因為被高大的姐姐們圍繞著長大，因而對大的東西感到反感。不過喜歡布偶等可愛物品是受到父親和姐姐小鳥遊梢的影響。隨著在瓦古娜利亞打工經歷的增加，偏好更加惡化。認為12歲以上的女生就是老女人（但他說種島例外）。
最喜歡的東西是水蚤（他甚至毫無惡意地說過種島等於水蚤），甚至在自己房間擺上用相框框起來的圖片。
因為不能將三個姐姐都不做的家事推給妹妹，每天忙著處理學校、打工、家事的各種事情。因此，只要不要被干擾，在瓦古娜利亞的表現相當傑出。相當會照顧人，負責照料伊波。
被种岛错称呼为「小遊鳥（かたなし君，前两个音节掉转了）」，一度否定无效後現在已經放棄勸說并习惯了，但被種島以外的人如此稱呼則會生氣。
周圍認為是因為種島的原因才繼續打工，實際上似乎是為了早點離開家庭而拚命存錢。稱呼白藤為老女人而惹她生氣而每天都有班，但為了賺錢反而覺得這樣較好。
小時候被父親穿上女裝，對女裝相當抗拒。但女裝時為美人(第一季9＆13 第二季12)，被種島當成憧憬的女性象徵。女裝時通稱「小鳥兒（ことりちゃん）」（佐藤命名）。
由於白藤的年齡、言行與身高與姐姐的形象重疊而拿她沒轍，也時常對轟八千代的行為感到抓狂。
隨身攜帶對伊波用的魔術手（連從家中出來買東西也帶著）。
因為三姊的關係，本身也練了一身的防身術，但是由於家庭環境教養因素，不會對女人出手，所以一直沒有對伊波使用。
在第250話向伊波表白，但之后被其母亲发现其对感情的不坦率而被软禁在家，最后由伊波和种岛前往并说服了其母亲，最终母亲同意释放他，而两人最终也决定交往。
種島白楊（Taneshima Popura）　配音員：日：門脇舞以（廣播劇）、阿澄佳奈（動畫）／港：鄭麗麗
負責瓦古娜利亞外場。17歲的高二生。在漫畫第一話登場。父親為公務員，母親為專職主婦，父母兩人似乎都稍微矮小了點，在漫画中有表现对父母同样矮小的厌恶表情。
長相、身高、個性都不像是17歲，常常被客人錯認為中小學生（學校也被老師當成小孩子）。十分受到小鳥遊宗太喜愛，本人卻因身高問題感到煩惱。不過胸部相當大。虽然相马知道全部人的身高，但也由于她討厭的緣故而没有公布。
雖然具有常識卻相當純真，有著蓬蓬的馬尾，並且經常受到佐藤玩弄。虽然常常被佐藤和相馬作弄，但基本上被工作人員疼愛。
與小鳥遊同校，常稱呼小鳥遊為「小遊鳥」。
討厭青椒，在晚餐出現時會不想回家。
根據相馬的情報，似乎在鞋底穿著讓身高看起來較高的墊子。曾經準備踏腳台，但因攜帶不便而放棄。
非常喜歡小鳥遊的女裝打扮，因為是心目中理想的外貌（身材高挑、成熟、可愛、帥氣、漂亮）甚至拜託相馬幫她洗一份小鳥遊女裝打扮時候的照片一疊，好幾次主動要求小鳥遊為她扮女裝，但都被強烈的拒絕掉了。
在貓組版漫畫中因調班因素被派往貓組分店支援。
伊波真昼（Inami Mahiru）　配音員：日：中原麻衣（廣播劇）、藤田咲（動畫版）／港：張頌欣
負責瓦古娜利亞外場。17歲的高二生。於漫畫第五話登場。
因為父親偏激的教育方式而得到了男性恐懼症（包括雄性動物），接待女性顧客相當完美，但會痛毆男性顧客。由於父親的陰謀而腕力強大，經常破壞牆壁和電線杆。就讀女子高中，不擅長男性教師教導的古文和數學。
時常毆打小鳥遊宗太，不過漸漸對他解除心防，迷上了小鳥遊對其父親說教時的英姿，並在第一季第十話中承認自己喜歡小鳥遊，但尚未克服男性恐懼症。本人對於希望親近小鳥遊宗太卻又忍不住毆打他的情況相當困擾，但又深怕治療暴力性格後會不再被小鳥遊宗太關注，最後對此呈現自暴自棄的態度，处于对小鸟游「喜歡但是討厭」的狀態。
對自己貧乳十分在意，對比自己低一個頭的種島和小學生的小鳥遊薺都感到自卑。個性認真，大部分的玩笑話都會當真。很容易臉紅，害羞時體溫上升，甚至能夠融化巧克力跟破壞手機。容易因聽到「喜歡」二字而忽略其他字。
被小鳥遊宗太稱讚髮夾後，每天髮夾都不一樣。白色情人節時得到小鳥遊送的大量发夹作为回禮，每天從中選一個來戴。
認識小鳥遊家的四姐妹（小鳥遊泉为例外，見過面但不知道是小鳥遊家的人），被小鳥遊宗太說她『和我們家還真有緣』。和小鳥遊梢關係特別好，有互相傳簡訊。見到小鳥遊一枝和梢時，覺得她們的身高與胸部都很大。
在接受小鸟游的表白后，得知其被母亲软禁，认为事情因自己而起，所以决定自己前往小鸟游家解救，途中也见到了小鸟游四姐妹，最后在种岛和小荠的帮助下说服了小鸟游母亲，并且最后决定和小鸟游交往。
轟八千代（Todoroki Yachiyo）　配音員：日：河原木志穗（廣播劇）、喜多村英梨（動畫）／港：劉惠雲
瓦古娜利亞外場主任。20歲，自由業。於漫畫第四話登場，名字的由來是忠犬八公。總是咪咪眼，面帶微笑，工作認真。
总帶著日本刀走路，本人說原因是老家為刀具店。
自從小學被白藤從欺凌中救出後便對她十分心儀，常在身旁照顧她。對她抱持著戀愛情感，對接近白藤的人感到嫉妒而會拔刀加以威脅。特別是每次音尾回來時都會帶著禮物（食物），怕白藤被搶走而敵視音尾。
由於「杏子不在那裡」而幾乎沒去學校，實際上頭腦不好，除了瓦古娜利亞以外沒有其他人脈。
能夠數個小時毫不間斷地述說關於白藤的事，造成其他店員很大的負擔，尤其是佐藤。
對戀愛遲鈍，到山田葵說出事實真相後才知道佐藤的心意，可惜在佐藤的矇混下往別的方向發展，彼此的關係有更加深入（友情方面），八千代曾經說過『在男生中最喜歡的人就是佐藤了』。在漫畫第219道菜中，正式與佐藤成為男女朋友關係。
於貓組漫畫中與村主小百合成為朋友。
白藤杏子（Shirafuji Kyouko）　配音員：日：皆川純子（廣播劇）、渡邊久美子（動畫）／港：陳凱婷 （第一季）→許盈（第二季）
瓦古娜利亞店長。28歲。於漫畫第一話登場。原本是不良少女，連客人都不放過，似乎有很多只要打電話指揮便什麼事都會做的便利小弟。
所有事情都不做，雖然身材苗條，卻只要一有空便找東西吃，食量相當大。認為店內的食物全部是自己的東西，會派遣前述的小弟對付吃霸王餐的客人。行動時具備儘管稀少卻有某種程度的店長責任感（從堅決反對在店裏談戀愛和驱赶欺负种岛的客人可見）。
高中時便認識了當時為小學生的轟八千代，從此生活起居便由她代為照料。對轟八千代沒有戀愛感情，不過從只會分給她食物的行為看來，對她相當疼愛。
其實相當疼愛年幼的小孩，即便是非常餓了也沒有搶小孩的蛋糕吃。
對年紀大與相關言詞感到不愉快。
店內的工讀生基本全是杏子採用的。
和在網路連載漫畫中的店長榊研一郎認識，並三不五時會強迫對方請客。
佐藤潤（Sato Jun）　配音員：日：野島裕史（廣播劇）、小野大輔（動畫）／港：李凱傑
負責瓦古娜利亞廚房。20歲的大學生，於漫畫第三話登場。長得十分高大，可是小時候卻因為長得矮小而被取笑。雖然外表冷酷，可內裡溫柔，而且長相不俗，在瓦古娜利亞中最認真工作的人，因此被認為是個相當受歡迎的人及值得交往的對象。另外，整天面無表情的他卻自認每天過著表情豐富的生活。烟癮相當大。应该是店內唯一沒有被伊波揍過的男性。
喜歡轟八千代，但由于对方迷戀著白藤杏子而不知情。由於受到轟八千代的信任，常常聽她傾訴感情，心裡非常矛盾但也無法拒絕，導致心情非常糟糕，尤其是八千代問佐藤為什麼心情不好的時候症狀最為明顯。並且被相馬博臣作弄，在戀愛方面受到很大的挫折，在某些方面的思考上比小鳥遊更為困苦，因此隨身攜帶頭痛藥與胃藥。有嘗試直呼轟為「八千代」，不過仍沒有什麼進展。
因為八千代的關係心情無處發洩，常常捉弄種島，並且應付種島相當高明。此外對付白藤杏子和相馬的能力也不錯。基本上應付八千代以外的人都十分得體。认为自己靠著思考過活。
與八千代同一天假期時，曾邀請她去喝酒，離開時並擁抱她。于漫画第217话～219道菜完成向八千代告白。正式與八千代成為男女朋友關係。
和網路連載漫畫登場角色足立正廣認識。
相馬博臣（Souma Hiroomi）　配音員：日：藤田圭宣（廣播劇）、神谷浩史（動畫）／港：胡家豪
負責瓦古娜利亞廚房。20歲。種島白楊向他請教大學的事情時回答「秘密」。於漫畫第27話登場。總是面帶笑容，給人親切的印象，實際上卻掌握了大半店員的弱點，以說服之名威脅他人幫忙，性格鬼畜，小鳥遊認為他是這家餐廳裡面最腹黑的人。靠著說服的結果，自己的工作都被他人自願幫忙完成，就算是忙碌的時候似乎也很閒。
常常和佐藤一起玩弄種島，偶而也會作弄佐藤，但大致上會遭到暴力反擊。由于在与伊波真昼開口前便會被攻擊，所以原来無法與她對談，直到小鸟游成为他的替罪羊和得知伊波手机号码后用电话来交流后，才略为有所沟通。而因为音尾兵吾沒有弱點，音尾春菜超越自己的想像，對他們感到棘手。因為葵的思路跟一般人有點不同，也對山田葵稍微感到棘手，一直被葵當作哥哥，負責照顧葵。
喜歡巨乳，在小鳥遊宗太男扮女裝時，把胸部塞到不必要的大小是因為他的嗜好。
與貓組的近藤妃似乎認識，但兩人到底是什麼關係，作者只是不斷地強調這都是相馬年輕時所犯下的錯誤。
音尾兵吾（Otoo Hyougo）　配音員：日：中村大樹（廣播劇）、中田讓治（動畫）／港：劉昭文
瓦古娜利亞經理。37歲。於漫畫第8話登場。
為了尋找妻子音尾春菜而在日本各地徘徊，偶而回店禮時會順道帶來一些和妻子样子很像的禮物，白藤杏子重要的食物配送人員。
立場上是店內最偉大的人物，但每次回去時，被種島說「在不在都一樣」、小鳥遊宗太說「當成空氣就好」、被轟八千代拿刀威脅、被白藤杏子遺忘（除了轟八千代以外都沒有惡意），受到殘酷的對待，卻沒有解僱任何人，人品相當好。很少來到店裡，卻能靠著僅有的機會處理累積的工作，相當有能力。
除了小鳥遊宗太和轟八千代以外的店員都是白藤杏子依照音尾的要求聘入的。
由于被山田要求成为其养女，最近連問題人物山田葵也成了煩惱之一，回到店裡的頻率逐漸降低。直到山田被其母亲找到并找回了妻子，不过存在感仍然低微。
在番外篇中透露高中時為沒參加社團活動，但多次撞見迷路中的春菜，後來被纏上了而幫助其回家，最後變成了長期幫助。
山田葵（Yamada Aoi）　配音員：日：植田佳奈（廣播劇）、廣橋涼（動畫）／港：羅杏芝（第一、二季）→黃昕瑜（第三季）
負責瓦古娜利亞外場。自稱16歲，於漫畫第47話登場。音尾兵吾撿回來的少女。姓名，年齡，經歷皆不明，被小鳥遊宗太懷疑是離家出走。总攜帶變裝道具、竊聽器等道具。
從山田口中得知，父親去世，母親在父親去世後變了臉，在山田離家出走時，竟然叫哥哥桐生找她回去，似乎是個很忙的人。還有一個叫山田桐生的哥哥。
因為使用假名，剛來到瓦古娜利亞時被稱呼為山田時經常沒有回應，但經過想像訓練後稍為能夠回答。由於葵為本名，希望別人以此稱呼，不過除了種島和轟以外的人都稱呼她為山田。後來靠著自我催眠，連第一人稱都從「我」變成「山田」。
曾住在瓦古娜利亞閣樓中，經常借走店裡的東西，但被音尾兵吾嚴厲要求不得擅自吃掉店內食物。經常摸魚，不太會工作，打破相當多的餐具，當初破損報告書上都被山田的名字淹沒，山田甚至有著專用的破損報告書。實在是打破太多了而企圖將打破的餐具藏起來隱瞞。
基本上是麻煩人物，雖然常常想幫忙但是最後大概都是幫倒忙。
和白藤杏子長相相似，使八千代相當中意，卻被佐藤感到一把不明的無名火。對直覺敏銳的小鳥遊宗太也感到棘手。大部分隱藏的事情都會被相馬博臣暴露出來而挨罵。
會對年長者（特別是相馬）撒嬌，每當當日排班沒有年長者可以撒嬌的時候就會感到恐慌。
外表看起來擁有神秘氣質，但不擅長隱瞞，表情也會明顯的表現在臉上。
雖然比種島高，但身高仍相當矮小。喜歡納豆，曾在店內的冰箱裡擺滿納豆，卻用相當詭異的方式食用。從山田葵口中得知離家出走的原因是因為桐生吃了她最喜歡的納豆，并反而说纳豆不好吃。
認為音尾兵吾是理想的父親形象而猛烈親近，甚至想成為養女。此外，也有在工作中與音尾親近。想要聚集山田家的成員，預定目標有音尾(父)，轟(母)，相馬(哥哥)，松本(眼鏡娘)。
因迪西（熊娃娃）丟下，被山田桐生踏了一腳，山田從閣樓下來後遇到桐生，並証實山田桐生是葵的哥哥。擔心葵的桐生，拜託小鳥遊看著葵，讓葵寄居在小鳥遊家。直到山田的母亲亲自来接，后来在音尾的妻子的劝导下，同意回家，不过仍在餐厅继续工作。
於貓組漫畫後期登場，並且受到近藤妃的關照。

### 瓦古娜利亞工作人員（犬组）
松本麻耶（Matsumoto Maya）　配音員：日：川瀨晶子／港：陸惠玲
負責瓦古娜利亞外場。18歲。於漫畫第4話登場。為本作的隱藏人物之一。在本篇第四話時以背影方式登場。在作者網站的企劃與人氣投票時被問到「那傢伙是誰」，後來在2007年10月號時的商務旅行時以主角的方式登場。
以平凡的人生為目標，具有不強出頭的小市民思想。執著於平凡的原因是因為在國小的遠足時，她的便當放了非常臭的魚乾，以為很正常的麻耶被朋友認真地說「那很奇怪」，從此心靈受到創傷，開始執著於平凡。
由於認為自己是平凡人而周圍的同事都是奇怪的人，于是不愿与他们为伍（这也是松本剧情较少的原因），但是相马说她卻沒注意到她在充滿怪人的環境工作反而成为怪人了，被小鳥遊宗太等人當成怪人。
在动画中总以路人般无声地短暂出现，只有在第一，二季的第13集有较长的出现并说话，於第三季第十四集最後有和眾人一起拍攝團體照。

### 小鳥遊家
全家的共通特性是喜歡小東西。
小鳥遊一枝（Takanashi Kazue）　配音員：日：安藤麻吹（廣播劇）、白石涼子／港：陸惠玲
小鳥遊家長女。31歲。小鳥遊家中身高最高，戴眼鏡的律師。已離婚，於漫畫第204道菜中，與前夫峰岸復婚。於第25話登場。
把法律解釋到對自己有利的專家，能夠使用六法全書做出各式各樣的攻擊，主要是歪理和暴力兩方面。
外表看起來十分認真，實際上個性有很大的問題。完全無視小鳥遊宗太的想法。看似和妹妹泉、梢相處不來，但其實相當在乎妹妹們，嘴硬心軟，在泉離家出走的時候表現得非常驚慌失措。相當疼愛最小的妹妹薺。
小鳥遊泉（Takanashi Izumi）　配音員：日：折笠富美子（廣播劇）、日笠陽子／港：程文意（第一、二季）→曾佩儀（第三季）
小鳥遊家次女。28歲。身材高大，但因不常站立而看不出來。戀愛小說家。於第25話登場。
雖然從事夢幻的職業，房間卻相當髒亂。本人喜歡穿黑色服裝，頭髮沒經過整理而披頭散髮，臉和手時常沾到墨水，也沒有化妝，性格亦十分陰沉。
時常在家閉門不出，十分衰弱，幾乎無法自力更生。拿起比筆還重的物體，三天後便會肌肉痠痛。此外家事完全無能，想打掃卻讓房間更亂。平常的生活完全靠宗太幫助。對自己靠弟弟照顧有自覺。
不靠計程車就幾乎無法在家以外的地方活動，但後來還是會肌肉痠痛而少不了痠痛貼布。
從薺處得知宗太有女朋友後（誤會成是種島），大受打擊而離家出走。後來遇到真昼，彼此印象良好，但由於沒有報上名字，彼此不知道對方的身分，曾将真昼作为女朋友介绍给宗太。
小鳥遊梢（Takanashi Kozue）　配音員：日：木村亞希子（廣播劇）、伊藤靜（動畫）／港：林芷筠
小鳥遊家三女。25歲，身高僅次於一枝。合氣道講師，於第20話登場。
常常喝醉酒而倒在玄關。同時每次來到瓦古娜利亞都會纏著店員（主要是真昼和真柴兄妹）不放。連作者都承認為本作最糟糕的角色，對宗太來說也是最麻煩的對手。經常穿著露出肩膀的衣服。
由于处于五姐弟妹排行的中间，而且宗太是长男，较少得到父母的照顾，所以容易感到寂寞，常和男性交往，卻因為個性問題而經常被甩，並造成她常喝酒。
本人企圖疼愛宗太，卻在他心中留下了無數心靈創傷，是讓他討厭年紀大人物的主嫌。因此，溺愛泉和薺的宗太也嚴格對待她。
由於職業的關係而擅長武術。只有她能夠對抗一枝的物理攻擊。曾經认为宗太不喜欢他而踹破宗太的房門。
小鳥遊薺（Takanashi Nazuna）　配音員：日：釘宮理惠（廣播劇）、齋藤桃子（動畫）／港：梁少霞
小鳥遊家四女。12歲。小鳥遊家的么女。小學生，胸部比伊波大。於第25話登場。
小時候看到哥哥為了姐姐們受苦，為了幫助哥哥，成長為能夠任意操縱年長者的「長者殺手」，但是對泉還是沒輒。除外，为了帮助哥哥而拼命长高，因为每天都喝牛奶和早睡，虽然是小学生，身高故事刚开始时便接近宗太，现在已经追上了宗太的身高，宗太因此而發愁。
認為哥哥及姊姊們都很遲鈍，宗太因此感到不安，認為她長大後由內而外都會變得跟姐姐們一樣。
看到真昼和宗太一起回家，誤解她為哥哥的女朋友。同時，看到宗太被打也不說什麼，以為他是被虐狂，並為此開始鍛鍊身體跟學習武技。以職業體驗報告的名義在瓦古娜利亞無薪打工来观察伊波，偶爾或宗太没空时會出現。
還是小孩，對熬夜不拿手。
小鳥遊姐弟的父親（配音員：日：田坂秀樹／港：劉昭文）
本名不明。是個傲嬌，跟自己的兒子一樣有喜歡布偶等可愛的小東西。
在小鳥遊小時候過世。由於三個姐姐不穿可愛的衣服，所以讓幼小的宗太穿女裝。
小鳥遊静（Takanashi Shizuku）　配音員：日：折笠愛／港：朱妙蘭
小鸟游的母亲，起初本名不明，第206话正式登场，第207话表明名字。經常不在家，由於家裡孩子很多而造成節儉的性格。
在薺的教學參觀日時，小鳥遊一枝提出「當作沒有她們存在好了」，沒有人提出反駁。
第197話小鸟游全家发了关于与她的回忆恶梦，可能预示其将正式登场。从众人的恶梦来看，好像也是相当恐怖的人。
第205話小鳥遊透露說是一名政治家，據說會時不時出現在新聞上。
突然回到家裡的原因是「嗅到家裡有戀愛的味道」，发现了宗太和伊波的恋情，认为宗太不够直率而不许他回餐厅和强迫在家里穿女装，最后在伊波和种岛到小鸟游家劝说才接受两人的关系。
老是記不住梢的名字，但在眞柴美月的幫助，總算記住了。
身形高挑的美女，但過去跟種島一樣身形矮小，因為小鳥遊父親的一句話而靠自己的努力變成今日的模樣，種島聽聞後曾希望像小鳥遊探聽其長高的秘密但被拒絕。

### 其他
伊波真昼之父（配音員：日：大塚芳忠／港：梁志達（第一季）、陳欣（第三季））
本名不明。由于太過溺愛女兒，不断灌输男性非常恐怖的信息，而讓真昼得到男性恐懼症的始作俑者。第一個被揍的對象。
因為在家會被真昼毆打而單身在外工作，10年以上沒有回家，因此真昼連長相都記不清楚了，但他一直随身带着女儿的相片。
外表穩重，卻攜帶模型獵槍（就以槍口對準小鳥遊來看，其實是真的獵槍）來到瓦古娜利亞，和八千代相同等級的人物。
伊波真昼之母（伊波まひるの母，配音員：日：鈴木真仁／港：黃鳳英（第一季）、蔡惠萍（第二季））
本名不明，在手機發送的番外篇中登場。有点天然呆，對丈夫的教育方針並不在意。能夠做家事卻相當粗心，对女儿的事情好像清楚细心，可能知道小鸟游的真实身份。
真柴陽平（Mashiba Youhei）　配音員：日：中村悠一／港：劉奕希
杏子的小弟之一，是真柴美月的雙胞胎哥哥，尼特族，是個非常有活力的笨蛋。
在單行本第一集時恐嚇吃霸王餐的顧客，和妹妹看似不合卻會互相帶對方的照片。
现在被小鸟游梢缠绕。
真柴美月（Mashiba Mitsuki）　配音員：日：戶松遙／港：何璐怡
杏子的小弟（小妹）二，前不良少女，現在是保險業務員，真柴陽平的雙胞胎妹妹。
據本人說當時是看见陽平被杏子教训而被騙去當不良少女的。非常尊敬杏子和喜愛八千代，一遇到八千代的事會特別失去分寸。
故事中提到会以暴力恐吓来获得客人的保险单。
音尾春菜（Otoo Haruna）　配音員：日：岩男潤子／港：沈小蘭
原姓森田，37歲，音尾兵吾的太太。严重的路癡，問她北方在哪，會指著天空回答上面（理由似乎是地圖北方指向上），出門買東西後行蹤成謎。從高中就背著大量行裝以能回家（迷路太多以致需要露宿）。
音尾兵吾帶回來的土產全部和她相似（本人所言）。
有好幾次被「瓦古娜利亞」的員工發現並準備交給音尾兵吾，但往往到最後都以非常不可思議的方式忽然消失。
漫画版中失踪后总能被山田兄妹立即找回。
山田桐生（Yamada Kirio）　配音員：日：日野聰／港：張方正
山田葵的亲哥哥，父親死亡，母親尚在，但由於母亲很忙，被母亲拜託桐生找離家出走的妹妹，和山田葵長得很相似。
因擔心葵的桐生（其實是為了認識可愛的女生），似乎喜歡真昼。
由於母親不擅長說話，父親生前交給一本「母親說明書」，是唯一一個能看菊乃的表情就知道她想什麼。
空手道社的主將，可以抵擋真昼的攻擊，但面對宗太便完全無辦法，會被修理得很慘。
他母親是宗太母親的同事兼老相識，而桐生在年幼時曾見過女裝的宗太，便認定是他的初戀。
和妹妹一樣，一開始被稱呼為山田時沒有回應，相信山田也同样是假名。
曾拜託小鳥遊看著葵
峰岸透（Minegishi Tooru）　配音員：日：遊佐浩二／港：蘇強文
初登場於152道菜（第8卷），小鳥遊一枝的前夫，小鳥遊姊弟的母親的下屬，菊乃的同事。
有強烈的M屬性，總是說自己是個M，很喜歡被一枝罵，並說罵完之後便會回復精神。表示很羨慕宗太的工作環境，並認為宗太和他一樣是M。雖然表面上說自己是M，但卻被一枝認為他是S，不過他否認。一枝、泉、宗太很討厭他，儘管如此，他們還是认为峰岸「比母親還要好」。
跟一枝是青梅竹馬，從小時候便認識并經常纏著一枝，成績方面比一枝還要好，故一枝對他有敵意。到二人適婚時，一直都和一枝說著「和我結婚吧」，經過數百次之後，一枝屈服就結婚了。不過兩人婚後似乎過的不錯，直到為了讓一枝罵他而騙她一张相片中的女人是他的情婦而離婚。現在經常致電給一枝，目的是要讓一枝罵她，以及希望復合，但一枝決斷拒絕。
初登場的時候是由於小鳥遊母親叫他去問有關家裡的情況，最後由宗太見他了。
最近由於同事菊乃的關係，導致峰岸的工作量大增，向一枝說他這陣子很辛苦，之後他又說「她對我真好」。雖然也有被小鳥遊的媽媽罵，但他認為不夠一枝好。
與一枝的閒談中，得知菊乃由於葵離家的原因，使最近無心工作，來之前曾帶菊乃和桐生到瓦古娜利亞。
在203、204道菜因為被伊波毆打，而導致與一枝重新結婚(復婚)。
菊乃（Kikuno）　配音員：日：井上喜久子／港：詹健兒
初登場於第189話，葵和桐生的母親。暫未知「菊乃」是姓氏還是名字。小鳥遊母親的秘書，峰岸的同事。
由於擔心葵，最近的工作都做得不太好，導致峰岸的工作量大增。
由於極度不擅長說話，思考太多之後反而會變得陰森，間接讓葵覺得害怕。丈夫生前交一本「母親說明書」給桐生，所以桐生可以解讀她的想法，似乎也把這本書給過葵，但葵以為是參考書故沒有看過。
根據桐生的憶述，小時候曾問過她能不能喝可可，結果完全不能溝通，要靠父親用腹語來代其說話。在葵考試掛了時，給了一大堆書她看，心裡想著這麼多書總有一本能看的。可惜葵不懂其想法。
北原律子（Kitahara Ritsuko，配音員：日：水澤史繪／港：黃淑芬），鈴谷 桃香（Suzutani Momoka，配音員：日：矢作紗友里／港：林元春）
伊波的同学和好友，第一次登场在漫画第111话，第10卷收录的外篇正式公布全名，律子为带马尾的黑发，桃香为黄色烫发，伊波用于规避男性的很多情报（如商店男店员值班时间等）都从她们得知。经常听见伊波的遭遇后会有对伊波遭遇感到惊讶并有“不是为了觉得好玩而和伊波做朋友”的内心独白来嘲笑伊波。曾经要伊波去有色狼（山田桐生）出没的地方（利用伊波怕男性的特性来打色狼）和送给伊波胸垫（嘲笑其贫乳）。

## 猫组
- 年齢，職業，身長等资料源自作者连载网站的「人物紹介」[5]中。
- 聲優DRAMA CD版、電視動畫版相同。

### 瓦古娜利亞工作人员
東田大輔（Higashida Daisuke，配音員：日：中村悠一／台：王辰驊）
16岁高中一年级生，身高172cm，本作的主人公。父亲的公司倒闭，再加上其他原因被迫在瓦古娜利亞打工，在校成绩不错。连载初期对工作非常不知所措，对部分同事的遭遇有过的怜悯，后期随着故事进行对工作渐渐掌握了要领，而且经过宮越的恐怖料理的“调教”，性格发生很大变化，对周围的人变得无表情和冷漠。对自己的父亲和家庭非常厌恶。对宮越的食物有抗拒，但出于为他人着想而又包下其食物而遭遇类似“濒死体验”的经历。对宮越有微妙的感觉。起初对总是塞自己吃巧克力的宫越非常厌恶。因为宫越误解了圣瓦伦丁的话以为和自己交往后料理水平会提升，而缠着自己求交往。为了让其知难而退和吸取教训而答应与其交往因而导致自己金钱、肉体、精神上都受到很大损失。圣瓦伦丁与他和宫越作最后告别后，在回家前从宫越的要留长头发的发言中意识到宫越对自己有了感觉。半年后，在对宫越提出分手（结束之前不正常的交往）后，再次提出交往。番外篇中两人交往后对宫越有着相当的独占欲（如要求不要在除自己以外的人前穿得太暴露），认为宫越以后会嫁给自己是理所当然。作者设定其在本篇漫画结束七年后即《跟班x服务》时间线中为公务员。疑似和宮越同居中。直到華說著自己似乎懷孕，東田便決定與華結婚。
本身其實算是毒舌派，本作當中是吐槽役擔當。
宮越華（Miyakoshi Hana，配音員：日：戶松遙／台：張乃文）
16岁高中一年级生，身高157cm。家庭餐厅外场服务主任。对待同事很粗獷，但对待客人就能展现一面少女般的笑容。学习成绩不怎么样而遭近藤妃取笑。父亲是广播员，但与母女分居，母亲是料理研究员，但其本人的料理不是一般的恐怖，能令人有类似“濒死体验”的经历（不过只有其本人和东田经历过，另外，村主小百合也嚐過的樣子，感想為"聖瓦倫丁大人光顧你的視覺"），在309话吃过自己的恐怖巧克力而在濒死体验中遇见圣人瓦伦丁并经其指点后，对东田有好感，後來逐漸喜歡上對方。因为听了瓦伦丁的指点后想理解吃料理的人的立场而试吃了一周自己的料理而变得精神状态很不稳定。明白了自己毫无料理才能与东田一直以来的心情后，为自己以前任性草率的行为悔恨不已并决定不再做料理（虽然料理水平已有一定改善，但做出来的东西依然非常难吃）。在和东田一起与圣瓦伦丁告别后，问起东田喜欢长髮还是短发的女生问题，得到喜欢长髮的回答后做出了要留长发的宣言。本篇故事尾声时半年后留长了头发，开始在方便面之类的速食食物上寻找料理成功的成就感。在东田提出分手结束之前不正常的交往关系后，又提出要开始真正的男女交往并答应了他的交往请求。单行本番外卷中和东田正式交往后，两人关系笨拙但稳健的发展中。并很在意东田对自己的看法希望得到他对自己有优点的认可。曾因自己意外走光被东田看到内裤害羞很长时间而寻求其他女店员的开解。单行本第四卷最后主动亲吻了东田，東田也表示等自己十八歲時會加倍奉還。作者设定其在本篇漫画结束七年后即《跟班x服务》时间线时，在酒店工作。疑似和东田同居中。後來似乎懷孕與東田表白，接受了東田的求婚。
榊研一郎（Sakaki Ken'ichirou，配音員：日：鳥海浩輔／台：梁興昌）
该作品的家庭餐厅店长，29岁，身高178cm。好像很无能的人，学习无能，所有店长该做的事都由宮越完成。喜欢小孩和猫，高中时养过的一只猫经常趴在其头上，而且经常帮当时的不良学生头目打人并很厉害，人们称为，但本人不承认该称呼。现在常遭近藤妃要求照顾其女儿姫。在番外篇表明与犬组的店长白藤杏子为高中的同级生，也較其他人更早就认识轟八千代。
村主小百合（Muranushi Sayuri，配音員：日：日笠陽子／台：汪世瑋）
19岁美大生，身高160cm。外表很成熟，但平时很少表情而有种隐约的阴沉恐怖感，能看見别人看不见的灵异之物（如柳叶美里的爷爷得意洋洋），但本人並不相信灵异的事物。因为平时很少笑容，所以其一笑能吓坏看见的人（其中受害有足立和齐藤）。与齐藤和妃为小学同学，与妃為童年玩伴。嚐過宮越的巧克力的樣子，感想為「聖瓦倫丁大人光顧你的視覺」。
有一个同样灵异体质的弟弟，叫「悟」，母亲为「沙衣子」，同样很迷信，不过女儿对母亲好感不多。
喜歡足立，但由于笑容影响，令足立反而更紧张。曾因为足立的失言而生气，不久患上感冒后。足立去自己家探病并提出交往请求后，同意与其交往。足立意外撞见宫越“推倒”东田一幕动摇期间误会其要与自己分手而邀请其去自己家以便摊牌。后来误会澄清后，送足立离开时被其强吻。本篇故事接近尾声时，接受了足立邀请自己去足立家经营的寿司店工作的邀请，并与其一起向榊提出辞职。
漫畫版中與犬組的轟八千代結為朋友。
番外卷中在足立家寿司店工作后很受足立的母亲的喜爱。作者设定其在《跟班×服务》时间线时，已经与足立结婚。
近藤妃（Kendou Kisaki，配音員：日：種田梨沙（廣播劇）、水樹奈奈（動畫）／台：汪世瑋）
20岁大学生，身高167cm。是名牌大学生，十分聪明，与村主自幼认识，有一女儿叫「姬」，平时很少干活，而且经常以各种理由问榊拿钱，由于主修韩语（後改設定為主修英文），所以负责齊木的日语教育和翻译，但有時也會覺得教育齊木很麻煩。
和母親關係不好，最後因姬的出生便與母親恢復良好的關係。
與犬組的相馬博臣似乎認識，但兩人到底是什麼關係，作者只是不斷地強調這都是相馬年輕時所犯下的錯誤。
鎌倉志保（Kamakura Shiho，配音員：日：雨宮天／台：楊詩穎）
19岁大学生，身高154cm。千金小姐，由于優太父亲带着優太到其父亲处借钱而自幼相識。曾向優太表白，被拒后对優太的态度变得粗暴。性格傲娇，仗著優太欠父亲钱而欺负他，甚至带上日本武士刀想杀他。但依然暗中喜欢優太，如優太曾经有能力还掉所欠的债务而担心无法利用欠债来维持与優太的关系。最后在優太主动向其表白后心理防线崩毁而重新对優太友好，与優太变成正常交往。本篇接近尾声时对优太称已开始进行新娘修行。番外卷中似乎和优太一起踏上了成人的阶梯。
曾經認為沒有用錢買不到的東西，但聽到買不起宮越的廚藝後立刻表示抱歉與反省之意。
進藤優太（Shindou Yuuta，配音員：日：小野賢章、諏訪彩花（幼少）／台：賈文安、張乃文（幼少））
19岁无业者，身高185cm。家里开肉店，家里有弟妹，母亲长期生病，父亲由于欠志保父亲很多债务而四处逃避和劝说其与志保交往而对父亲十分愤怒和讨厌。现在靠不断打工和做牛郎赚钱偿还父亲欠志保父亲的债务，由于没钱，只能吃餐厅快过期废弃食品、客人吃剩的饭菜和街区草地的草。
由于其父亲经常向志保的父亲借钱而自幼和志保相識，幼时拒絕志保的表白故此後被志保粗暴对待，但他甘心承受。主动向志保告白后正式与志保交往，此後得到志保较好地对待。
由于幼时曾经向志保父亲提起多陪伴志保，志保父亲因此暗中立下保障其生命安全的许诺。本篇故事尾声时获知其已辞去餐厅和牛郎的工作，去志保的父亲介绍的工地打工。但志保的父亲并不愿接受他们的关系，命令志保的保镖对其监视并暗中使坏。番外卷中暗示其与志保可能已经登上成人的阶梯。
齊木恒輝（Saiki Kouki，配音員：日：細谷佳正／台：賈文安）
20岁大学生，身高175cm。在韓国出生的日本人，只会说韩语（单行本和動畫改为英语），经过妃的教育，已经能说少量日语，但還是有誤用詞句與说出无意触及别人痛处之言的情況發生。
因為朋友的惡作劇和榊不好意思拒絕而陰錯陽差的成為餐廳員工，在接受妃的指導時也順便成為其跑腿小弟。
單行本將韓國的相關設定刪除，並改為只會以英文會話（動畫也是設定為英文對話），對沒有語言天份的宮越華來說是很可怕的存在，妃更因此故意教齊木說錯誤語法來捉弄華。
足立正廣（Adachi Masahiro，配音員：日：內山昂輝／台：梁興昌）
20岁无业者，身高180cm。家中有寿司店但考虑不会继承该寿司店 。普通的性格。曾经见过小百合的微笑，对小百合有微妙的感觉但由于小百合的微笑的影响而一直无法表达。在外篇与小百合温泉旅行和393话探病小百合之后正式和小百合交往。
与犬组的佐藤润所在的乐队的成员相识。
動畫最後一集辭掉了打工，邀請小百合到他家去住，並且辭掉打工，到他家工作。
河野拓哉（Kouno Takuya，配音員：日：下野紘／台：梁群）
20岁大学生，身高170cm。十分有朝气，创办了一个名为「二十岁同盟」的小团队，至387话其认定的成员有其自己，足立，村主，妃和齐木。喜欢做有趣、能引起人们注意的事并希望給人吐槽。现在害怕村主。

### 与东田有关的人物
東田耕作（Higashida Kousaku，配音員：日：大川透／台：梁興昌）
東田大輔的父亲，其公司倒闭而失业，即使这样還是邊笑著邊講解著自己的處境。被儿子所讨厌。
東田幸子（Higashida Sachiko，配音員：日：久川綾／台：汪世瑋）
東田大輔的母亲，和耕作同样的立场。
東田咲子（Higashida Sakiko，配音員：日：齋藤桃子／台：楊詩穎）
東田大輔的妹妹，应试生，全国模拟试非常优秀，应该比哥哥更优秀。
柳葉美里（Yanagiba Miri，配音員：日：麻倉桃／台：張乃文）
16岁高校一年级生，身高158cm，特徵是雙馬尾以及淚痣。与东田同班但平时几乎没上学，東田非常希望能讓她本身能有適當的社交能力。平时样子十分阴森，好像鬼魂般的存在。体质很弱，整天穿着大量厚衣服和围着围巾，但有试过冬天穿短袖。唯一感兴趣的可能是东田。头发极易被扯下。是「常客」的孙女。
永田瑠衣（Nagata Rui，配音員：日：小澤亞李／台：楊詩穎）
16岁高中一年级生，身高156cm。头发有团子球为特征。学生会主席，与东田同班，暗中喜欢东田，但以为东田与华有关系而不敢表白。华一直称呼她为「（客人大人）」。
浣熊（配音員：日：齋藤桃子／台：楊詩穎）
在八月篇在野外森林试胆大会华找到的浣熊，由于华家里不能养动物而暂时寄养在东田家中，华十分喜欢它，东田以「便利商店」或浣先生称呼它。

### 其他
近藤姬（配音員：日：水樹奈奈）
妃的女兒，嬰兒，但十分聰明，會三角函數，以及對於他人有著以小孩視角體貼的一面。
自被妃帶到餐廳來後常受到的榊的照顧，與榊的感情不錯。至動畫後期已經會走路和說幾句話，且因投資成功關係時常把錢掛嘴邊。
近藤美智子（配音員：日：小島幸子）
妃的母親、姬的外婆。很早以前跟妃的感情不好，直到姬的出生使兩人關係有所改善。
在家中照顧姬享受的天倫之樂，有時也想從妃那裡套出姬的父親是何許人也，但是都被女兒回絕。
與村主沙衣子是朋友。
於動畫第二畫片尾登場。
常客
只有村主看见的客人，应该是幽灵，柳叶的爷爷，当村主没上班的话，店里就会发生恐怖的灵异事件。
宮越叶子（配音員：日：園崎未惠／台：楊詩穎）
宮越華的母亲，36岁，料理研究家，身高165cm。对食物很认真的性格，其丈夫柏葉就是吃大量她做的料理而得糖尿病被迫分居修养。17岁和其丈夫订立婚约。
原先要丈夫控制好血糖因素而分居，後來因為華做料理讓家中廚房環境變得糟糕而不得已請丈夫回來。
柏葉
宮月葉子的丈夫，華的父親。與妻子年齡相差超過10歲。
與葉子是在其工作的咖啡廳認識，並且受葉子母親所託照顧。
由於對葉子的料理毫無克制導致糖尿病問題，被迫與妻子分居。後來因華將家裡的廚房弄得一團遭，受妻子索求而回到原住處。
村主沙衣子（配音員：日：大原沙耶香／台：楊詩穎）
村主小百合的母亲，39岁，身高161cm。對靈異事物感興趣，關心女兒，但就算女兒喜歡錯了哪個對象，也絲毫不在意。
對靈異事務的敏銳度極高，甚至能藉此猜到足立心中的想法。
與近藤美智子是朋友。
村主悟（配音員：日：寺崎裕香／台：張乃文）
村主小百合的弟弟，和姐姐一样有灵异体质，同样能看见灵异事物。知道姐姐與足立的感情，然而因前期足立遲鈍的因素與足立母親的熱情進而陷入尷尬的情況。
村主的父親
沙衣子的丈夫、小百合與悟的父親，其子女的靈異體質皆來自父親。
時常用自己的能力幫助女幽靈，讓他們得以了結心願升天。但是時間久了養成會把妹的習慣，甚至分辨不出現實等，時常把一堆女幽靈與只是問路的女路人帶回家的狀況。說出有點過頭的話時會被妻子打。
足立的母親
正廣的母親，在自宅經營的壽司店工作。
曾因正廣擅作主張邀請小百合至他們家工作而恐慌，在小百合前至他們店內工作時非常疼愛她，將其視如己出。
出現在動畫第13畫片尾曲一部份
鐮倉父（配音員：日：保村真／台：梁興昌）
志保的父親，為進藤家的債主。對於欠下一堆賭債又時常向他人借貸的近藤父親感到厭煩。因妻子早逝而極為疼愛女兒。
與妻子保乃花的相戀是因為受其單純的個性所吸引。為了與其結婚甚至與父親談判。
鐮倉保乃花
於漫畫後期鐮倉家的回憶篇登場，志保的母親，有著與志保極為相似的外貌，同時也認識進藤夫婦。曾與進藤妙子在同個機構共事，該機構解散後由進藤父牽線來到鐮倉家幫傭，本身有園藝的經驗，因此莊園內的花草多數是尤其照顧。
因本身體弱多病，原先讓鐮倉父想找理由辭退，卻因其單純的個性深受吸引。為此指定保乃花做送餐服務，並且允許其用餐結束前能休息，甚至為此不停將自身用餐時間拉長已讓保乃花獲得充分休息。
對於鐮倉父的感情會顯現在頭頂上(出現開花的樣貌)，此情況亦遺傳於女兒，甚至會影響莊園內花朵的生長速度。
對鐮倉父單純的愛戀而非金錢因素的情況使然，故受到鐮倉父的疼愛，這個跨越階級的戀情最早不被志保的祖父所接受，為此志保的父親與女僕長聯手威脅下而修成正果。因在女僕長離開鐮倉家前提點需要盡速去婦產科檢查，因此兩人有極大機率為奉子成婚。然而最終也因健康問題，在產下志保後沒多久便辭世，也成為鐮倉父心中的遺憾。
齊藤大地（配音員：日：齊藤壯馬、Lynn（幼少）／台：梁興昌、張乃文（幼少））
田坂的同事，20歲，身高175cm，志保的新人保鏢，實際上是負責保護優太的安全。與村主和妃是小學同學，那時見過村主的笑容而被嚇壞過，有對人恐懼症，要把瀏海留長遮住眼睛來避免與人有眼神接觸。
不過到後期已經可以很冷靜分析和吐嘈周遭人事物，有時甚至於可以直接壓制S傾向的志保。
對村主有好感，但得知足立和村主交往後大方祝福兩人。
漫畫版後期，與同樣在鐮倉家工作的女僕鹿沼堇有奇妙的關係。
田坂（配音員：日：興津和幸／台：梁群）
志保的保镖，26岁，身高178cm。和齐藤一起保护优太的安全。榊高中时的晚辈。
鐮倉家的女僕長
於漫畫後期鐮倉家的回憶篇登場，鐮倉父年輕時管理鐮倉家眾多女僕的女僕長，帶著眼鏡。
私下照顧前來幫傭的保乃花，並且也會提點關於鐮倉父戀情的狀況。對於自家少爺為了自由戀愛因素佩服，因此配合去要脅鐮倉父的父親。
最後作為事件的承擔以及事逢孫女出世而辭掉女僕長的工作，並且對鐮倉夫婦給予祝福。
鹿沼堇
於漫畫番外篇登場，為鐮倉家十幾年前雇用的女僕長之孫女，與志保歲數相近，時常給予志保關於家務的知識。
對齊藤時常擺出恐怖的臉色。但這非其本性，而是掩飾自身情感。目前與齊藤有著極為奇妙的關係。
圣瓦伦丁（Valentinus，配音員：日：梅津秀行／台：梁興昌）
吃了宫越华的恐怖料理后会见到的神灵，一个老头子，说着传达爱与和平。指导着华如何与东田交往来改善自己的料理，随着华的料理改善，也渐渐减少出场。
進藤父（配音員：日：川田紳司／台：王辰驊）
優太的父親，肉販，有賭癮，因而欠下鐮倉家一屁股債。
至動畫後期被優太找到在他處吃草維生，被痛扁一頓之後至鐮倉家經營的捕魚事業工作還債。
進藤妙子（配音員：日：生天目仁美／台：汪世瑋）
優太的母親。
吉田（配音員：日：鈴村健一）
僅於作者的「胡亂塗鴉」中登場。與足立和犬組的佐藤為同一樂團的成員。因頭髮染成非常顯眼的紅色，村主與八千代故稱呼其為「赤井」。